# Kanaal 13 (televisiezender)
Kanaal 13, later TV 13, was een commerciële televisiezender uit de regio Gelderland. De zender was in heel Gelderland te ontvangen via UPC-digitale televisie. Tevens werden de programma's online aangeboden.

## Geschiedenis
De zender begon met uitzenden in 2008 onder de naam Kanaal 13.
Op 5 januari 2015 werd de naam gewijzigd in tv 13. In april 2015, nam Focus TV de activiteit tv 13 over van De Media Managers. In mei 2015 vroeg Focuz TV faillissement aan vanwege vele schulden. Op 2 juni de uitzendingen van tv 13 gestaakt.

## Programma's
- En Nou Wij FF
- Vitesse Dichtbij
- N.E.C. TV
- Kanaal 13 nieuws
- Hoge Bomen
- Uit TV
- Park Lingezegen (park in uitvoering)
- WildHitz

De programma's werden geproduceerd door De Media Managers, een audiovisueel productiehuis uit Huissen.